# SEPECAT Jaguar
SEPECAT Jaguar je naziv za anglo-francuski jurišni zrakoplov te je bio jedan od prvih velikih zajednički projekata između Velike Britanije i Francuske. Glavni korisnici Jaguara su bili RAF (povučen u travnju 2007.) i Francusko ratno zrakoplovstvo (povučen 2005.)

## Dizajn i razvoj
Program Jaguar započinje u 1960-ima zbog Britanske potrebe za snadzvučnim naprednim trenažnim avionom i Francuske za jednostavnim i jeftinim trenažnim avionom koji bi mogao obavljati i lake jurišne zadatke. Bio je planiran kao zamjena za Hawkera Huntera i F-100 Super Sabre.
Pregovori oko razvoja su dovela do osnivanja udruženja pod nazivom SEPECAT (Société Européenne de Production de l'Avion d'École de Combat et d'Appui Tactique - Europska tvrtka za proizvodnju borbenog trenažnog zrakoplova i taktičkog jurišnika) 1966. Zrakoplov je baziran na Breguetu 121 koristeći istu konfiguraciju i francusko podvozje te enlgleski dizajnirana krila.
Prvi od 8 prototipova poletio je 8. rujna 1968. Jaguar je jednosjed sa strijelastim krilima i dva turbo-ventilatorska motora. Kako bi mogao djelovati s nepripremljenih uzletišta opremljen je i s visokim podvozjem. Imao je radijus djelovanja 850 km samo s unutranjim gorivom, a na vanjske podkrilne nosače su se mogli spojiti još dodatni tankovi kao i razno naoružanje. Maksimalna brzina mu je iznosila Mach 1.6 na većoj visini, te Mach 1.1 u razini mora.
Od svog početka zrakoplov je nekoliko puta bio moderiniziran te je još aktivan u službi Indije i Omana, te se polako zamjenjuje s Eurofighter Typhoonom u RAF-u i Dassault Rafaleom u Francuskoj.
Indija je nedavno pokrenula moderinizaciju svojih Jaguara te predviđa da će ostati u aktivnoj službi do 2015. Uz jurišne zadatke, SEPECAT Jaguar može obavljati i ulogu lakog lovca jer je moderinizacijom dobio mogućnost nošenja raketa zrak-zrak.

## Povijest korištenja
Francuska je prve proizvodne inačice Jaguara primila 1973. To su bili jednosjedi Jaguar A s ukupno 160 zrakoplova. Za potrebe obuke pilota, Francuska kupuje i 40 dvosjednih Jaguar E inačica. RAF preuzima prvih 165 jednosjednih Jaguara 1974. zajedno s 35 dvosjednih trenera.
Jaguar se izvozio i u nekoliko zemalja. Najveći kupac je Indija koja je kupila 40 zrakoplova te dobila licencu za proizvodnju 100 zrakoplova u svojoj tvrtci Hindustan Aeronautics Limited gdje nose naziv Shamsher. Jaguar International je izvozna inačice koja se izvozila u Ekvador, Nigeriju i Oman.
Jaguar je prvi put sudjelovao u borbi u prvom Zaljevskom ratu 1991. te tijekom sukoba na prostorima Jugoslavije. Djelovao je i 1999. tijekom bombardiranja SR Jugoslavije. Indijsko zrakoplovstvo ga je koristilo i tijekom Kargilskih ratova.
Posljednji Jaguar u RAF-u povučen 30. travnja 2007. nakon što su ocijenjeni kao neupotrebljivi.

## Inačice
- Jagura A – Jednosjedna inačica za jurišne zadatke pri svim vremenskim uvjetima za Francusko zrakoplovstvo. 160 zrakoplova uključujući 2 prototipa.
- Jaguar B (Jaguar T.Mk 2) – Dvosjedna trenažna inačica za RAF. Ukupno je proivedeno 38 zrakoplova uključujući jedan prototip.
- Jaguar E – Dvosjedna trenažna inačica za Francusko zrakoplovstvo s dva prototipa i 40 proizvedenih zrakoplova.
- Jaguar S – Jednosjedna inačica za strateške napade u svim vremenskim uvjetima za RAF. 165 proizvedenih zrakoplova.
- Jaguar GR.Mk 1A – Jaguar S s novim protumjerama i mogućnošću neošenja Z-Z raketa Sidewinder.
- Jaguar M – Jednosjedni prototip za napade na moru za potrebe Francuske mornarice. Proizveden je samo jedan prototip.
- Jaguar Active Control Technology - Jedan Jaguar modificiran u istraživački zrakoplov.
- Jaguar ES – Izvozna inačica Jaguara S za Ekvadorsko zrakoplovstvo s 10 proizvedenih zrakoplova.
- Jaguar EB – Izvozna inačica Jaguara B za Ekvadorsko zrakoplovstvo s 2 proizvedena zrakoplova.
- Jaguar OS – Izvozna inačica Jaguara S za Oman. 20 zrakoplova.
- Jaguar OB – Izvozna inačica Jaguara B za Oman. 4 zrakoplova
- Jaguar IS – Jednosjedni zrakoplov za jurišne zadatke u svim vremenskim uvjetima proizveden za Indiju. 35 zrakoplova je proizvedeno u Europi, a 60 u Indiji pod licencom.
- Jaguar IT – Dvosjedni trener za Indiju s 5 proizvedenih u Europi i 10 u Indiji.
- Jaguar IM – Jednosjedni jurišnik za djelovanje na moru proizveden za Indiju. Opremljen je s Agave radaraom i može nositi Sea Eagle protu-brodske rakete. 12 proizvedenih zrakoplova.
- Jaguar SN – Izvozna inačica Jaguara S za Nigeriju s 13 proizvedenih zrakoplova.
- Jaguar BN – Izvozna inačica Jaguara B za Nigeriju s 5 proizvedenih zrakoplova.

## Korisnici
- Ekvador
- Francuska
- Indija
- Nigerija
- Oman
- Ujedinjeno Kraljevstvo

## Tehničke karakteristike (Jaguar A)
Osnovne karakteristike
- dužina: 16,83 m
- raspon krila: 8,69 m
- površina krila: 24 m2
- visina: 4,92 m

Letne karakteristike
- najveća brzina: Mach 1,6
- dolet: 3.525 km
  - borbeni dolet: 535 km
- motor: 2× Rolls-Royce/Turbomeca Adour Mk 102

## Vanjske poveznice
- SEPECAT Jaguar - fas.org
- SEPECAT Jaguar - faqs.org
- SEPECAT Jaguar - a-ttl.co.uk   Arhivirana inačica izvorne stranice od 6. travnja 2009. (Wayback Machine)